# کلاوس اشتاینباخ
کلاوس اشتاینباخ (آلمانی: Klaus Steinbach؛ زادهٔ ۱۴ دسامبر ۱۹۵۲) شناگر اهل آلمان است.